# Crotalaria dissitiflora
Crotalaria dissitiflora är en ärtväxtart som beskrevs av George Bentham. Crotalaria dissitiflora ingår i släktet sunnhampor, och familjen ärtväxter.

## Underarter
Arten delas in i följande underarter:
- C. d. dissitiflora
- C. d. rugosa

## Bildgalleri

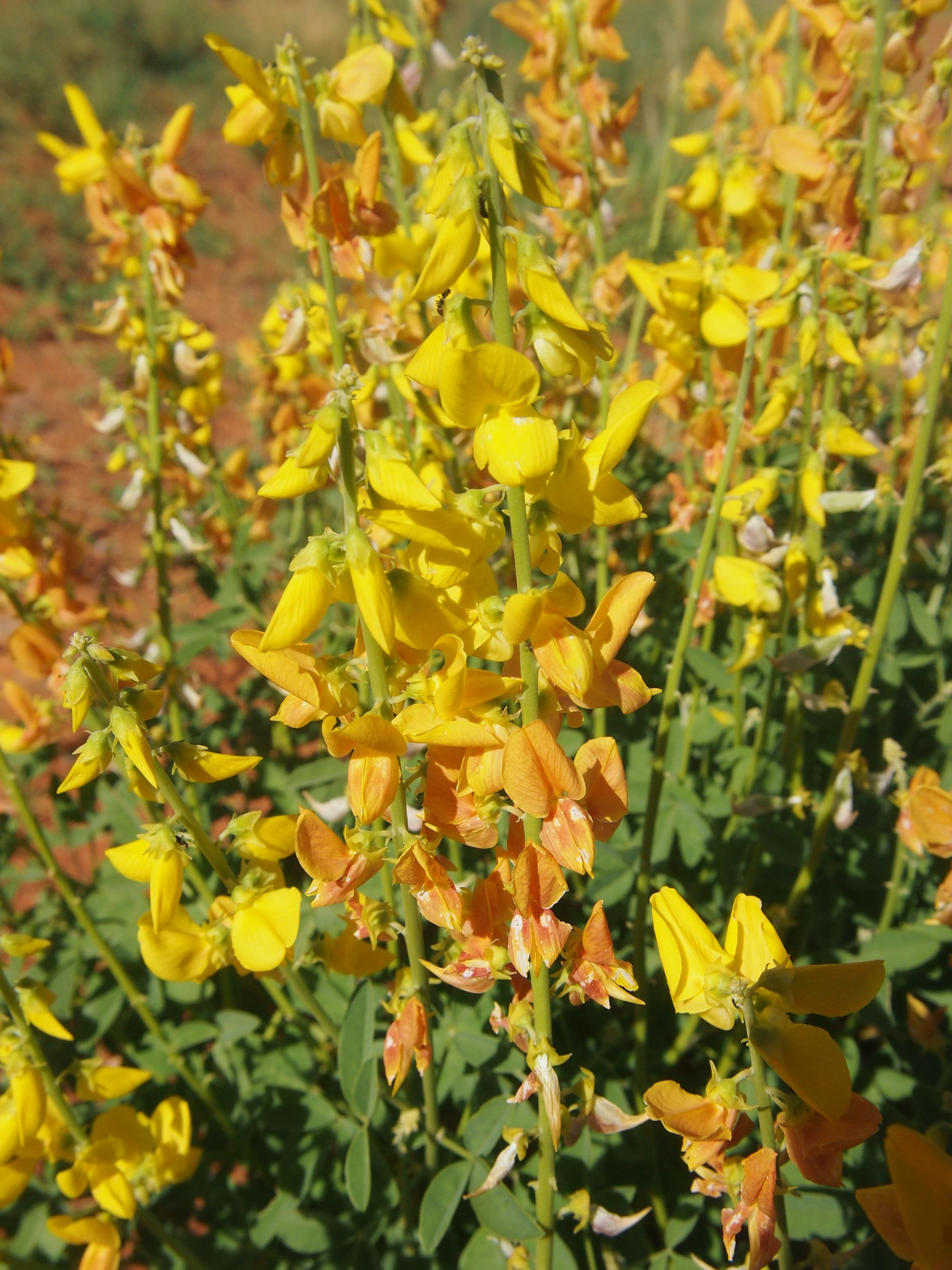
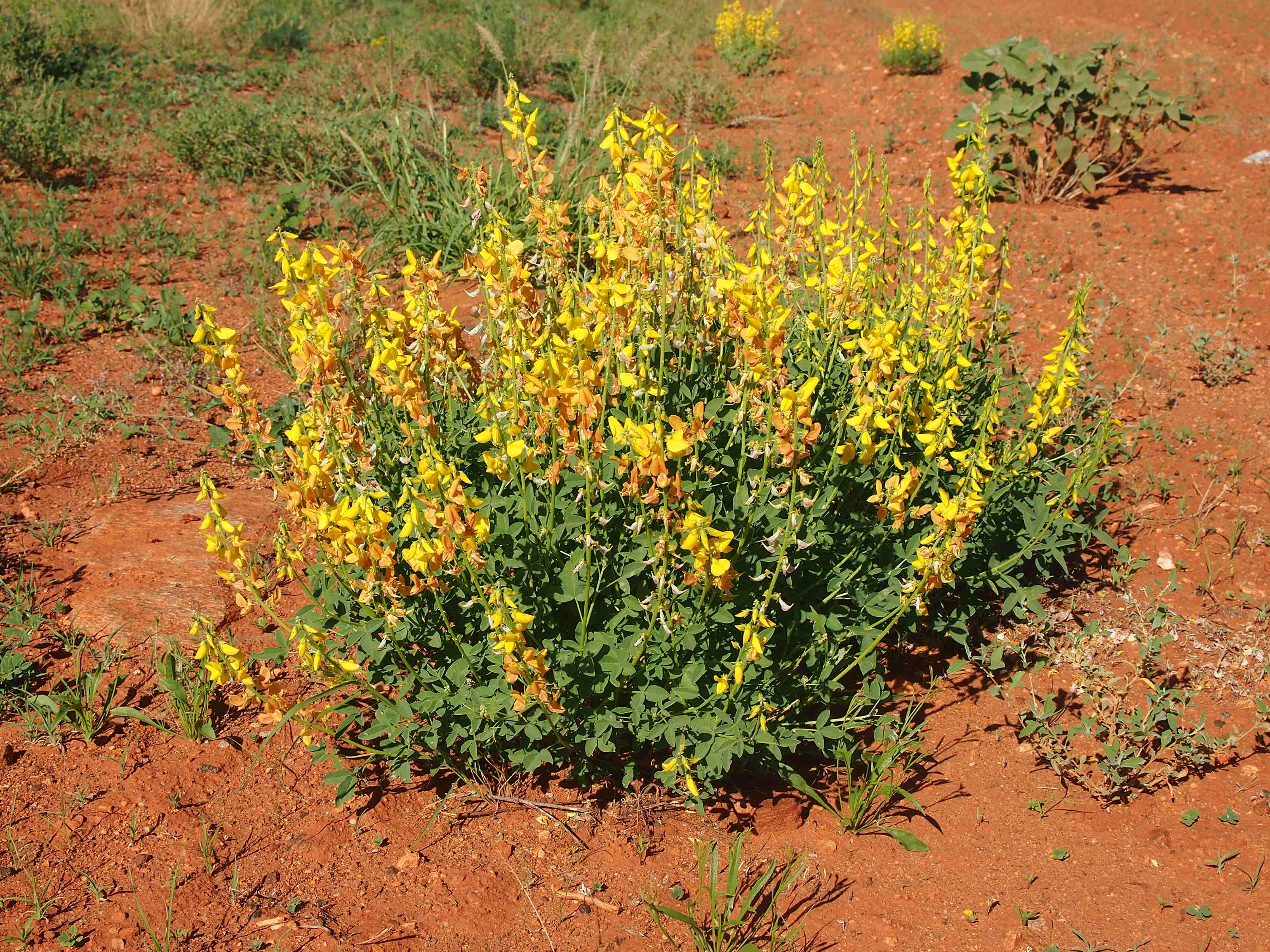